# TRNK:m4X modifikacioni enzim
TRNK:m4X modifikacioni enzim (EC 2.1.1.225, TRM13, Trm13p, tRNK:Xm4 modifikacioni enzim) je enzim sa sistematskim imenom S-adenozil--metionin:tRNKPro/His/Gly(GCC) (citidin/adenozin4-2'-O)-metiltransferaza. Ovaj enzim katalizuje sledeću hemijsku reakciju
(1) -adenozil--metionin + citidin4 u  {\displaystyle \rightleftharpoons } -adenozil--homocistein + 2'-O-metilcitidin4 u 
(2) -adenozil--metionin + citidin4 u  {\displaystyle \rightleftharpoons } -adenozil--homocistein + 2'-O-metilcitidin4 u 
(3) -adenozil--metionin + adenozin4 u  {\displaystyle \rightleftharpoons } -adenozil--homocistein + 2'-O-metiladenozin4 u 
Enzim iz Saccharomyces cerevisiae 2'-O-metiliše citidin4 u tRNKPro i tRNKGly(GCC), i adenozin4 u tRNKHis.

## Literatura
- Nicholas C. Price; Lewis Stevens (1999). Fundamentals of Enzymology: The Cell and Molecular Biology of Catalytic Proteins (Third изд.). USA: Oxford University Press. ISBN 019850229X.
- Eric J. Toone (2006). Advances in Enzymology and Related Areas of Molecular Biology, Protein Evolution (Volume 75 изд.). Wiley-Interscience. ISBN 0471205036.
- Branden C; Tooze J. Introduction to Protein Structure. New York, NY: Garland Publishing. ISBN 0-8153-2305-0.
- Irwin H. Segel. Enzyme Kinetics: Behavior and Analysis of Rapid Equilibrium and Steady-State Enzyme Systems (Book 44 изд.). Wiley Classics Library. ISBN 0471303097.
- William P. Jencks (1987). Catalysis in Chemistry and Enzymology. Dover Publications. ISBN 0486654605.

## Spoljašnje veze
- TRNA:m4X+modification+enzyme на 